# Josef Lins

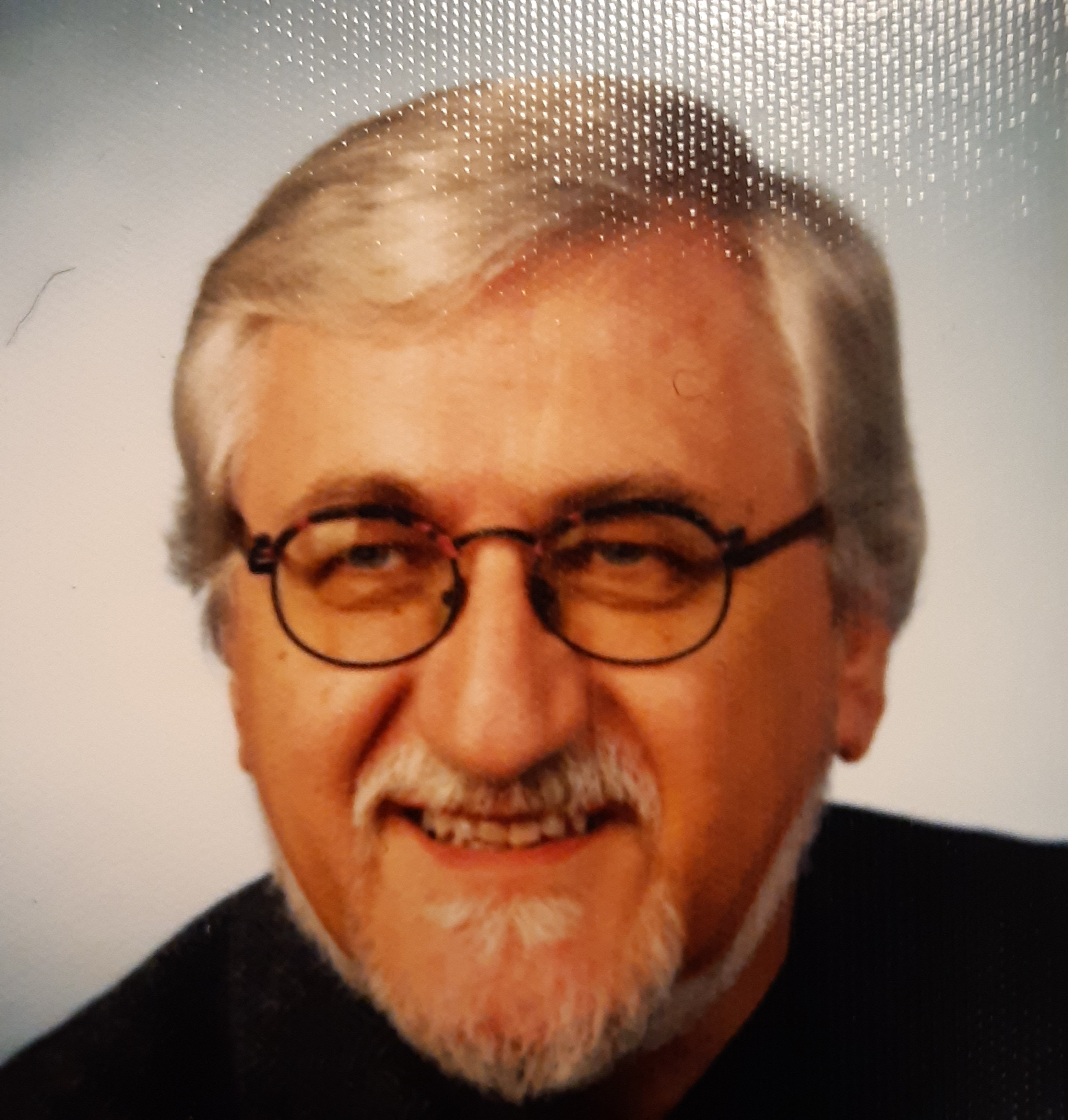
Josef Lins

Josef Lins (* 18. Juli 1947 in Feldkirch, Vorarlberg; † 16. August 2024 in Linz) war ein österreichischer Soziologe.

## Leben
Josef Lins besuchte die Volksschule in Gisingen und das Bundesgymnasium Feldkirch und studierte zunächst Katholische Theologie an den Universitäten Innsbruck und Wien (1965–1972; Abschluss als Mag. theol 1974), dann parallel dazu Geschichte und Volkswirtschaft in Innsbruck (1. Studienabschnitt SoWi), und ab 1972 Soziologie an der Universität Linz (Abschluss als Mag. rer. soc. oec. 1975).
Anschließend absolvierte er von 1975 bis 1976 einen Studienaufenthalt an der Ecole des Sciences Sociales in Paris (Manuel Castells, Alain Touraine).
Ab 1976 war er Assistent am Institut für Soziologie an der Universität Linz (zuerst bei Friedrich Fürstenberg, dann bei Hanns Peter Euler) und wurde 1982 zum Dr. rer. soc. oec. promoviert. 1990 wurde er zum Assistenzprofessor am Institut für Soziologie der Universität Linz ernannt (Abteilung für Wirtschaftssoziologie und Stadtforschung). Er trat 2011 in den Ruhestand.

## Arbeitsschwerpunkte
Seine Hauptarbeitsgebiete in Lehre und Forschung waren Stadtsoziologie und Regionalsoziologie sowie die sozialwissenschaftliche Wohnungsforschung. Unter seinen Forschungsarbeiten sind Evaluierungen neuer Stadtteile (z. B. SolarCity Linz) und von Demonstrativbauvorhaben (siehe Demonstrativbauvorhaben und Mitbestimmungsmodell Biesenfeld), ebenso wie Stadtteilanalysen und Forschungen zu Wohnungsmarkt und Wohnungsversorgung zu nennen.
Daneben führte er (oft im Rahmen Soziologischer Praktika) empirische Forschungsprojekte zu einer Reihe anderer Themen durch.

## Schriften

### Publikationen (Auswahl)
- Entwicklungstendenzen empirischer Segregationsforschung, Linz 1977: Institut für Soziologie der JKU Linz (Beiträge zur Sozialforschung, Bd. 11, 82 Seiten)[2].
- Untersuchungsbericht über die Totalerhebung der Wohnungsinhaber in der Wohnanlage Marchtrenk, in: Bauen und Wohnen. Zeitschrift für das gesamte Bauwesen (München: Verlag Bauen und Wohnen), Heft 1/1978, ISSN 0005-6529, S. 34–46.
- Mitbestimmung im Wohnbau. Von Technokratenherrschaft zu konkreter Demokratie, Wien 1982: Verlag für Gesellschaftskritik, ISBN 3-900351-13-9 (VIII + 213 Seiten).
- Wohnungsmarkt und soziale Schicht. Eine soziologische Studie über das Publikum geförderter Eigentumswohnungen. Mit einem Vorwort von Hubert Zeitlhofer. Linz 1983: Universitätsverlag Rudolf Trauner, ISBN 3-85320-292-6 (VIII + 89 Seiten).
- Wohnverhältnisse und Umweltbelastung in der Innenstadt. Eine sozialwissenschaftliche Untersuchung im Linzer Neustadtviertel. Linz 1987: Universitätsverlag Rudolf Trauner, ISBN 3-85320-408-2 (160 Seiten).
- Soziologische Überlegungen zur Mietermitbestimmung, in: Heinz Barta / Heinrich Keller (Hrsg.): Materialien zur Mietermitbestimung. WISO-Dokumente Heft 16, Linz 1988: Institut für Sozial- und Wirtschaftswissenschaften, S. 311–326.
- (mit Johann Müller) Das Berufsbild des akademischen Mittelbaues. Eine empirische Studie über die berufliche Situation von Assistenten, Beamten des wissenschaftlichen Dienstes, Bundeslehrern und Lehrbeautragten an Österreichs Universitäten und Kunsthochschulen, Wien und Innsbruck 1987: Bundeskonferenz des Wissenschaftlichen und Künstlerischen Personals der Österr. Universitäten und Hochschulen. auch online[3].
- Zwischen Engagement und Anpassung. Einstellungen Jugendlicher zu Politik und Gesellschaft. Linz 1989: Universitätsverlag Rudolf Trauner, ISBN 3-85320-452-X (133 Seiten).
- Die relative Wichtigkeit gesellschaftlicher Ziele. Zum Verhältnis von Materialismus und Postmaterialismus, in: SWS-Rundschau (Wien), Nr. 3/1989, ISSN 1013-1469, S. 339–353.
- (mit Wolfgang Stagel) Das Annoncen-Wohnungsangebot im Großraum Linz, in: WISO, (Linz: Institut für Sozial- und Wirtschaftswissenschaften der AK OÖ.), Nr. 4/1995, ISSN 1012-3059, S. 29–51.
- (Wissenschaftliche Leitung, Text: Günther Breitfuß und Werner Klausberger) Das Wohnumfeld. Qualitätskriterien für Siedlungsfreiräume, Wien und Vöcklabruck 1999: Institut für Freiraumplanung (200 Seiten)[4].

### Forschungsberichte (Auswahl)
- (mit Friedrich Fürstenberg): Demonstrativbauvorhaben Biesenfeld. Soziologische Begleitforschung, 1. Teilbericht: Die Wohnungswerber im Biesenfeld; Gegenwärtige Wohnsituation und Veränderungsmotive; Der Kauf- und Beratungsprozess; Zukünftige Wohnsituation und Mitbestimmungsbereiche. Linz 1979: Universität Linz[5].
- mit Josef Gunz: Freizeitzentrum Pleschinger See. Vorstellungen und Wünsche der Bevölkerung zum geplanten Ausbau einer Freizeitanlage. Linz 1979: Universität Linz.[6]
- (mit Friedrich Fürstenberg): Demonstrativbauvorhaben Biesenfeld. Soziologische Begleitforschung, 2. Teilbericht: Mitbestimmung im Geschosswohnbau; Mitwirkung bei der Wohnungsplanung; Mitbestimmung durch die „Wohngemeinschaft Biesenfeld“. Linz 1980: Universität Linz[7].
- (mit Wolfgang Stagel): Wohnverhältnisse und Problemzonen der Wohnungsversorgung in Oberösterreich. Linz 1993: Universität Linz[8].
- (mit Eva Bannert): Studienabbruch an der Universität Linz (1980 - 1992), Linz 1994: Universität Linz[9].
- (mit Ingo Mörth, Josef Weidenholzer u. a.): Die Hochhäuser am Harter Plateau. Studie zur nachhaltigen Verbesserung der Wohnsituation (Band 1 und Band 2). Linz 1998–1999: Universität Linz (Band 1: Lage und Umfeld der Hochhäuser am Harter Plateau; Die Struktur der Bewohnerinnen und Bewohner; Problemzonen und Konfliktfelder; Beschreibung der Alternativen zur Verbesserung der Situation, auch online. Band 2: Die Perspektive der Bewohnerinnen und Bewohner; Die Perspektive der Hochhaus-Anrainerinnen und Anrainer; Der Sanierungsvorschlag; Die Informationskampagne und die Abstimmung; Zusammenfassung und Diskussion der wichtigsten Ergebnisse, auch online.
- Josef Lins (Hrsg.), Sozialwissenschaftliche Aspekte der Nutzung des Internets., Linz 2000: Universität Linz.[10]
- (mit Hanns Peter Euler): Mobilitätserhebung an der Universität Linz. Linz 2003: Universität Linz.
- Josef Lins (Hrsg.): Das Bild des Islam in der oberösterreichischen Bevölkerung. Linz 2004: Universität Linz.
- Josef Lins (Hrsg.): Öffentliche Freiräume in Linz. Sozialwissenschaftliche Beobachtungen. Linz 2005: Universität Linz.
- Josef Lins (Hrsg.): Radfahren in Linz. Motive, Erfahrungen, Erwartungen von AlltagsradfahrerInnen. Linz 2007: Universität Linz.
- Josef Lins (Hrsg.): Stadtteilanalyse Auwiesen (Linz). Linz 2009: Universität Linz.
- Josef Lins: Sozialwissenschaftliche Evaluierung der solarCity Linz-Pichling. Linz 2009: Universität Linz
- Josef Lins (Hrsg.): Einstellungen zum Pflichtzölibat, Bd. 1: Österreichische Weltpriester, auch online, Bd. 2, Oberösterreichische Katholik/inn/en, Bd. 3: Vergleich Weltpriester–Katholik/inn/en. Forschungsberichte, Linz 2010: Universität Linz.